# 서천 대목장
서천 대목장(舒川 大木匠)은 충청남도 서천군 문산면 금복리 632, 정영진에게 지정된 무형문화재이다. 1990년 5월 24일 충청남도의 무형문화재 제10호로 지정되었다가, 2017년 5월 30일 문화재 지정이 해지되었다.

## 개요
대목장은 나무를 재목으로 하여 집 짓는 일에서 재목을 마름질하고 다듬는 기술설계는 물론 공사의 감리까지 겸하는 목수를 말한다. 대목장은 문짝, 난간 등 소규모의 목공일을 맡아 하는 소목장과 구분한데서 나온 명칭이며, 와장·드잡이·석장·미장이·단청장 등과 힘을 합하여 집의 완성까지 모든 일을 책임진다. 즉 현대의 건축가라고 할 수 있다.
우리나라는 예로부터 목조건축이 발달하여 궁궐과 사찰건축이 모두 목조였다. 따라서 목수에게 주어진 벼슬 또한 상당하였다. 그러나 조선 후기에 이르러 목수에게 벼슬을 주는 제도가 없어지고 다만 사찰과 개인의 집을 목조로 짓는 것으로 기술의 명맥이 전수되어오는 형편이다.
대목장은 그 기법이 엄격히 전승되기 때문에 기문(技門)이 형성되어 있다. 기문은 기술로서 한 가문이 만들어지는 것인데, 기문에서의 대목장은 절대 권위를 누린다. 대목장은 능력에 따라 새로운 기법이 도입되기도 하고 기능이 향상되기도 하며 새로운 문물을 받아들이기도 한다.
대목장은 전통적인 공예기술로서 그간 국보 제55호인 법주사 팔상전외 52개소의 지정 및 비지정 문화재를 보수하여 문화재 원형보존에 기여해 왔으며 특히 목공(도편수)부분의 건축기술이 뛰어난 서천의 정영진씨를 무형문화재로 인정하여 대목장의 전통을 이어나가고 있다.

## 지정 해지 사유
1990년 5월 24일 충청남도 무형문화재 제10호『서천 대목장』을 지정하고 정영진을 보유자로 인정 고시하였으나, 2011년 3월 16일 보유자 정영진이 사망하고 전수교육조교 정국진 또한 2014년 12월 24일 사망하여 서천 대목장의 전통기법 전승 등 전수여건이 단절된 상황으로 충청남도 무형문화재 제10호『서천 대목장』종목을 지정해제한다.

## 참고 자료
- 서천대목장 - 국가유산청 국가유산포털